# Žluna větší
Žluna větší (Chrysophlegma flavinucha, dříve Picus flavinucha) je asi 34 cm velký druh šplhavého ptáka z čeledi datlovitých (Picidae). Je celá převážně olivově zelená s šedo-hnědou spodinou těla, žlutým týlem, černým ocasem, světlým zobákem a červeně pruhovanými křídly. Vyskytuje se v subtropických nebo tropických vlhkých nížinných a mlžných lesích na rozsáhlém území jižní a jihovýchodní Asie, konkrétně na území Bangladéše, Bhútánu, Kambodže, Číny, Indie, Indonésie, Laosu, Malajsie, Myanmaru, Nepálu, Thajska a Vietnamu.

## Chov v zoo
Žluna větší patří v zoo k raritním chovancům. Historicky byla pravděpodobně chována jen v šesti evropských zoo. V roce 2018 ukončila chov tohoto druhu Zoo Plzeň. Jediným chovatelem v Evropě byla na konci roku 2018 Zoo Praha, které se zároveň podařil evropský prvoodchov.

### Chov v Zoo Praha
Chov žluny větší v Zoo Praha započal v roce 2005. Prvoodchov v rámci evropských zoo se podařil ještě téhož roku. Za tento mimořádný odchov získala zoo ocenění Bílý slon hodnotící odchovy v českých a slovenských zoo (1. místo v kategorii ptáci). Na konci roku 2018 byl chován jeden jedinec.
Tento druh je k vidění v pavilonu Sečuán, který představuje ptačí faunu podhůří Himálaje.